# آویا بی‌اچ-۴
آویا بی‌اچ-۴ (به انگلیسی: Avia_BH-4) یک هواگرد ملخ‌پیشین تک‌موتوره از نوع جنگنده ساخت شرکت Avia است. هواگرد آویا بی‌اچ-۴ نخستین پروازش را در ۱۹۲۲ میلادی انجام داد. در مجموع، تعداد ۱ فروند از این هواگرد ساخته شده‌است.
طراح این هواگرد، Pavel Beneš and Miroslav Hajn بود.